# Coupe (cuisine)
Pour les articles homonymes, voir coupe.

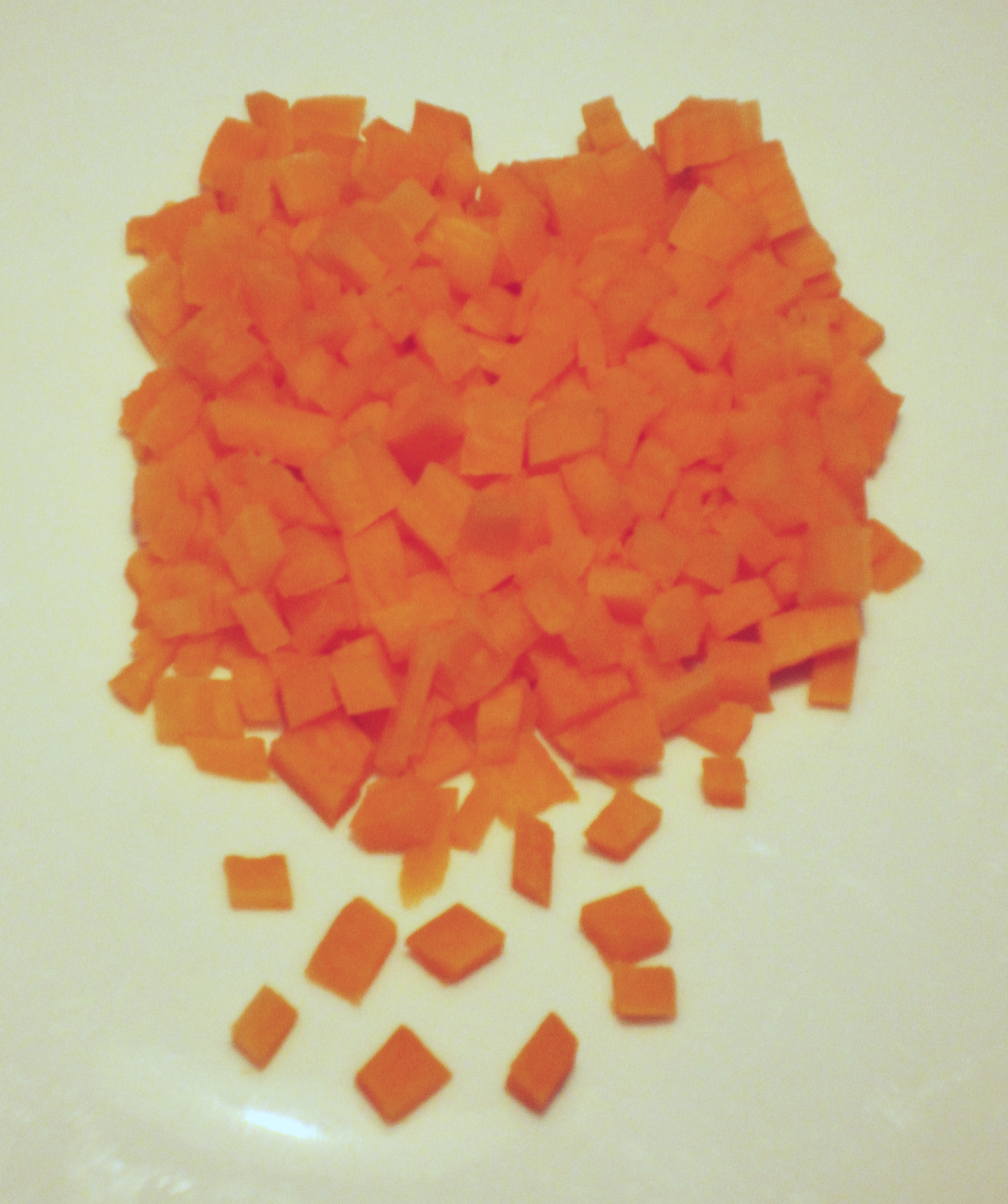
Brunoise de carottes.

En cuisine, la coupe des aliments consiste à tailler des aliments, le plus souvent des légumes, en des formes différentes. Divers critères guident le choix de la forme de coupe : esthétique du plat fini, cuisson homogène des aliments, ou encore facilité de tenue avec des baguettes dans la cuisine asiatique par exemple. Les techniques de coupe sont souvent nommées et codifiées comme la coupe en dés, en allumettes, en julienne ou en brunoise, macédoine ou mirepoix. 

## Techniques de coupe française
Parmi les plus connues, on peut citer : 
- en dés : de taille diverse, de forme cubique ;
- en allumettes : tronçons parallélépipédiques reprenant la forme de l'allumette ;
- en julienne : en minces lanières.

Trois préparations de base, utilisant ces découpes :
- brunoise : une garniture de légumes ou de fruits coupés en dés de 2 × 2 × 2 mm ;
- macédoine : découpe en cubes d'approximativement 0,5 cm de côté, pour obtenir un mélange coloré, soit de légumes souvent cuits à l'eau, soit de fruits, frais ou au sirop ;
- mirepoix, préparation autant que découpe, en dés centimétriques, des trois légumes suivants : carotte, oignon et céleri branche.

## Technique de coupe japonaise
Il existe de nombreuses formes de coupes, parmi lesquelles : 
- arare-giri (霰切り?), en dés ;
- hangetsu-giri (半月切り?), en demi-lune ;
- sainome-giri (賽の目切り?), en dés ;
- sasagaki (笹搔き?), en copeaux ;
- sen-giri (繊切り/千切り?), en lanières ;
- tanzaku-giri (短冊切り?), en baguettes ;
- wa-giri (輪切り?), en rondelles ;
- hyōshigi (拍子木?) ou hyōshi-giri (拍子切り?), en lamelles, qui donne des morceaux rectangulaires et épais et est réservée aux légumes.

On trouve également des découpes de décoration appelées kazari-giri (飾り切り), telle que hanagata-giri (花形切り) : en forme de fleurs.
Ces découpes sont notamment utilisées pour décorer les bentō des enfants, à l'aide de personnages appelés charaben (キャラ弁, kyaraben), diminutif de « character bentō ».

## Instruments
Les coupes peuvent être faites avec un couteau ou des ustensiles tels qu'une mandoline ou une moulinette.